# 李開先
李開先（1502年—1568年），字伯華，號中麓，又號中麓山人、中麓狂客。山東濟南府章丘縣人。明朝官員，文學家、戏曲作家、评论家。

## 生平
由縣學增廣生中式嘉靖七年戊子科（1528年）山東鄉試第七名舉人，嘉靖八年（1529年）己丑科會試二十名，廷試二甲六十七名进士，觀户部政，授户部云南司主事、历任吏部考功司主事、稽勋司员外、验封司、文选司郎中等职，十九年（1540年）三月官至太常寺少卿，提督四夷馆。嘉靖二十年（1541年）四月，有“九廟災”，首輔夏言命其罷歸。

## 家族
曾祖李子瞻；祖李聰；父李淳，貢士；母王氏。慈侍下，弟繼先。

## 成就
詩文詞曲兼通，尤擅長傳奇，《寶劍記》是其戲曲的代表作，“自诩马东篱、张小山无以过也”。有學者以為李開先就是《金瓶梅》的作者蘭陵笑笑生。爱好藏书、象棋。与王慎中、唐顺之、陈束、赵时春、熊过、任瀚、吕高等七人诗文唱和，有“嘉靖八才子”之誉，共同反对前後七子“文必秦汉，诗必盛唐”的文风，主张学习韩愈、柳宗元、欧阳修和曾巩的筆法，强调作品的思想内容，要求文字平易朴实。除重視文學理論外，也強調詩歌的本質與特色，另外更是否定詩文必須絕對復古的為文風氣。重要著作有詩文集《閒居集》及有關戲曲理論的《詞謔》。

## 延伸阅读
[在维基数据编辑]
 在维基文库阅读此作者作品（ 在维基共享资源阅览影像）
 《國朝獻徵錄·卷之七十》，出自焦竑《國朝獻徵錄》
 《明史卷二百八十七》，出自《明史》
 《明史卷二百九十四》，出自《明史》